# Bobby Hendricks
Robert Raymond „Bobby“ Hendricks (* 22. Februar 1938 (nach anderer Quelle 1939) in Columbus (Ohio); † 25. März 2022 in Lancaster (Kalifornien)) war ein afroamerikanischer Soulsänger.
Nachdem er zuvor bei The Flyers gesungen hatte, wurde er 1956 Mitglied der Swallows. 
1957 trat er in einer Vorgruppe (The Five Crowns?) für The Drifters auf, dabei beeindruckte sein Leadgesang im Stil von Clyde McPhatter derart, dass ihm umgehend die Nachfolge für Johnny Moore in deren Band angeboten wurde. Sie nahmen im selben Jahr an der Show The Biggest Show of Stars for 1957 teil und tourten mit Stars wie Paul Anka, The Diamonds, Buddy Holly, Chuck Berry, Fats Domino, The Big Bopper und The Everly Brothers. 
Mit dieser Drifters-Formation nahm Bobby Hendricks Drip Drop, Moonlight Bay und Suddenly There’s a Valley auf. 
Im Herbst 1958 verließ er The Drifters und unterzeichnete einen Solovertrag bei Sue Records, die u. a. das Duo Ike & Tina Turner und Don Covay unter Vertrag hatten. Er hatte bis 1960 dort drei Hits mit Itchy Twitchy Feeling, A Thousand Dreams und Psycho. 
Danach war er bis 1977 Mitglied von Bill Pinkney and the Original Drifters.
Seine Solokarriere nahm er erneut 1977 auf und absolvierte seitdem zahlreiche Auftritte, meist für Wohltätigkeitsorganisationen.
Zu Ehren des neuen Jahrtausends kam es im Jahr 2000 zu einer Wiedervereinigung mit Bill Pinkney and the Original Drifters im Rahmen der landesweit übertragenen Fernsehshow Doo Wop 51.
Am 13. April 2001 wurde er Mitglied der Doo Wop Hall Of Fame of America. 

## Solo-Hitsingles
- 1958: Itchy Twitchy Feeling
- 1958: A Thousand Dreams
- 1960: Psycho